# Prochelator abyssalis
Prochelator abyssalis är en kräftdjursart som beskrevs av Robert Raymond Hessler 1970. Prochelator abyssalis ingår i släktet Prochelator och familjen Desmosomatidae. Inga underarter finns listade i Catalogue of Life.